# Renée Colliard
Pour les articles homonymes, voir Colliard.
Renée Colliard, née le 24 décembre 1933 à Genève et morte le 15 décembre 2022, est une skieuse alpine suisse.

## Biographie
Étudiante en pharmacie à l'Université de Genève, Renée Colliard remporta à la surprise générale la médaille d'or en slalom aux Jeux olympiques de 1956 à Cortina d'Ampezzo. Après sa retraite sportive, elle ouvre une pharmacie à Crans-Montana.
Elle meurt le 15 décembre 2022, peu avant ses 89 ans.

## Palmarès

### Jeux olympiques d'hiver
| Épreuve / Édition         | Descente | Slalom géant | Slalom |
| JO 1956 Cortina d'Ampezzo | —        | —            | Or     |

### Championnats du monde
| Épreuve / Édition         | Descente | Slalom géant | Slalom       | Combiné |
| JO 1956 Cortina d'Ampezzo | —        | —            | Or           | —       |
| Mondiaux 1958 Bad Gastein | —        | —            | Disqualifiée | —       |